# Теннис на летних Олимпийских играх 2024
Соревнования по теннису на летних Олимпийских играх 2024 года прошли с 27 июля по 4 августа на стадионе «Ролан Гаррос». В соревнованиях принимали участие 172 спортсмена в 5 дисциплинах.
Турнир проходил по правилам ITF, 64 игрока в одиночных разрядах играли на выбывание, проигравшие в полуфиналах сразятся за бронзовую медаль. Матчи будут проходить в формате трёх сетов (до двух выигранных сетов), счет может быть как 2:0, так и 2:1, тай-брейки до 7 очков в каждом сете. В мужском и женском парных разрядах было представлено по 32 пары, которые так же играли на выбывание, так же до победы в 2 сетах, при счете 1:1 играется супертай-брейк до 10 очков. Олимпийский теннисный турнир в Париже — первый после турнира на барселонской Олимпиаде 1992 года, который прошёл на грунтовом покрытии и первый теннисный турнир после лондонской Олимпиады 2012 года, который пройдёт на стадионе, где проходят матчи турниров Большого шлема.
Ни одной стране не удалось выиграть более одной золотой медали или более двух медалей в сумме. Всего медали завоевали представители 10 НОК. Польша впервые завоевала олимпийскую награду в теннисе.

## Медали

### Медалисты

#### Мужчины
| Категория                      | Золото                               | Серебро                          | Бронза                        |
| Одиночный разряд см. подробнее | Новак Джокович Сербия                | Карлос Алькарас Испания          | Лоренцо Музетти Италия        |
| Парный разряд см. подробнее    | Австралия · Мэттью Эбден · Джон Пирс | США · Остин Крайчек · Раджив Рам | США · Тейлор Фриц · Томми Пол |

#### Женщины

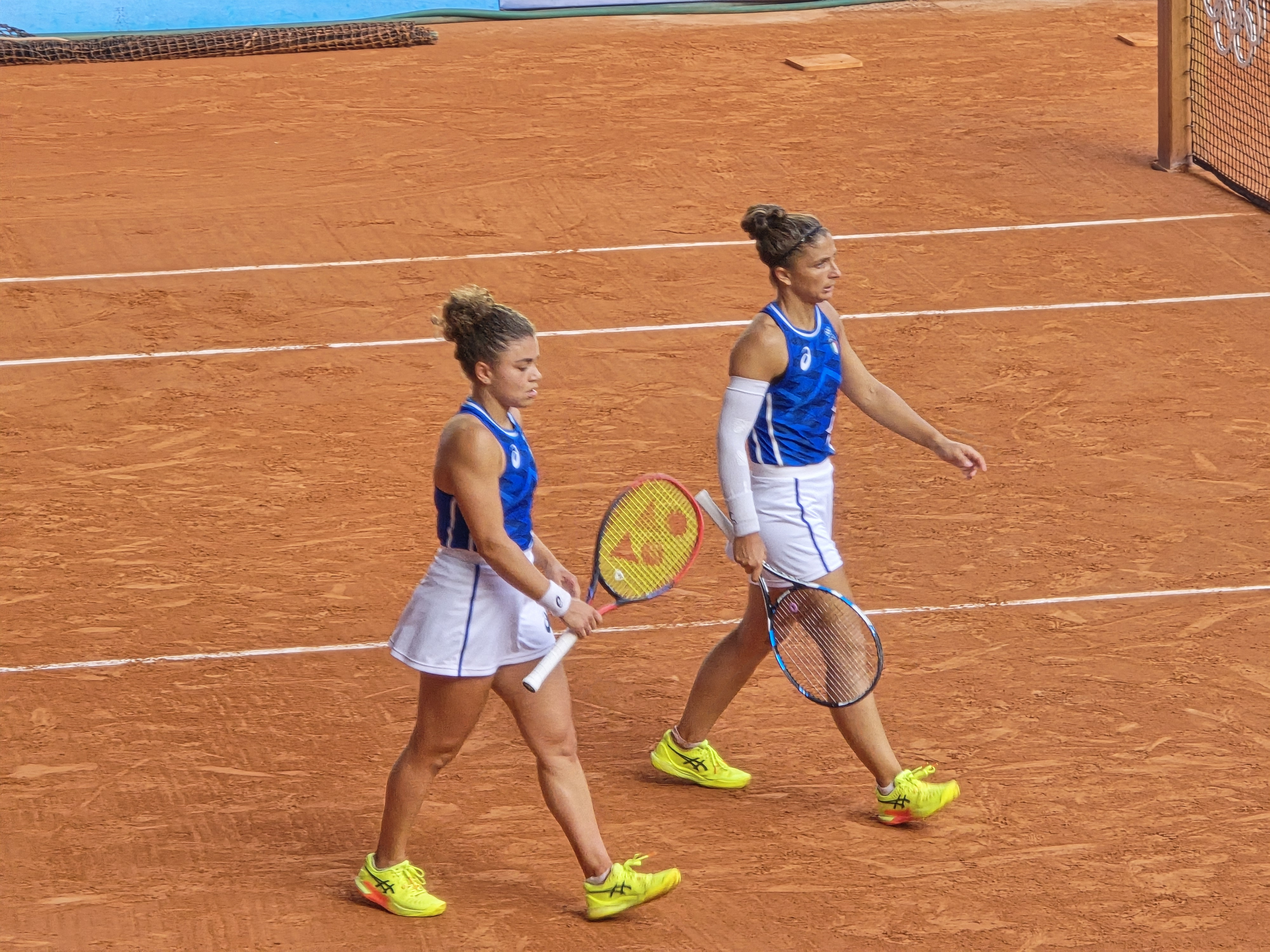
Сара Эррани (справа) и Жасмин Паолини во время финального матча в парном разряде

| Категория                      | Золото                                | Серебро                                                                | Бронза                                         |
| Одиночный разряд см. подробнее | Чжэн Циньвэнь Китай                   | Донна Векич Хорватия                                                   | Ига Свёнтек Польша                             |
| Парный разряд см. подробнее    | Италия · Сара Эррани · Жасмин Паолини | Индивидуальные нейтральные спортсмены · Мирра Андреева · Диана Шнайдер | Испания · Кристина Букша · Сара Соррибес Тормо |

#### Смешанный разряд
| Категория                    | Золото                                  | Серебро                            | Бронза                                            |
| Смешанные пары см. подробнее | Чехия · Катерина Синякова · Томаш Махач | Китай · Ван Синьюй · Чжан Чжичжэнь | Канада · Феликс Оже-Альяссим · Габриэла Дабровски |

### Общий зачёт
(Жирным выделено самое большое количество медалей в своей категории; принимающая страна также выделена)
| Общее количество медалей |                                       |        |         |        |       |
| Место                    | Страна                                | Золото | Серебро | Бронза | Всего |
| 1                        | Китай                                 | 1      | 1       | 0      | 2     |
| 2                        | Италия                                | 1      | 0       | 1      | 2     |
| 3                        | Чехия                                 | 1      | 0       | 0      | 1     |
| 3                        | Австралия                             | 1      | 0       | 0      | 1     |
| 3                        | Сербия                                | 1      | 0       | 0      | 1     |
| 6                        | США                                   | 0      | 1       | 1      | 2     |
| 6                        | Испания                               | 0      | 1       | 1      | 2     |
| 8                        | Хорватия                              | 0      | 1       | 0      | 1     |
|                          | Индивидуальные нейтральные спортсмены | 0      | 1       | 0      | 1     |
| 9                        | Канада                                | 0      | 0       | 1      | 1     |
| 9                        | Польша                                | 0      | 0       | 1      | 1     |
| Всего                    | Всего                                 | 5      | 5       | 5      | 15    |

## Квалификация
Для квалификации на Олимпийский теннисный турнир, игрокам нужно успешно поучаствовать в командных турнирах: Кубок Дэвиса или Кубок Билли Джин Кинг. Квалификационный путь для турниров в одиночном разряде в основном основан на рейтингах ATP и WTA по состоянию на 10 июня 2024 года, при этом в мужском и женском одиночном разряде участвуют по 56 игроков (не более четырёх от каждого Национального олимпийского комитета (НОК)). Шесть из оставшихся восьми мест принадлежат НОК, при этом других квалифицированных теннисистов в пяти континентальных зонах (два для Америки и по одному для остальных) нет. Последние два места зарезервированы: одно для принимающей страны Франции, а другое для предыдущего олимпийского золотого медалиста или чемпиона Большого шлема. В мужских и женских парных турнирах тридцать два места будут предоставлены командам с самым высоким рейтингом, при чём десять из них зарезервированы для игроков из первой десятки парного рейтинга, которые смогут выбрать себе партнера из их НОК, который вошел в топ-300 лучших как в одиночном, так и в парном разряде. Остальные места распределяются по объединённому рейтингу, при этом предпочтение отдается одиночным игрокам после заполнения общей квоты. Одна команда каждого пола резервируется за принимающей страной, Францией, если ни одна из них ещё не получила право на участие. Поскольку квоты для смешанного парного разряда отсутствуют, все команды будут состоять из игроков, уже заявленных как в одиночном, так и в парном разряде, включая 15 лучших команд по общему рейтингу и принимающую страну Францию.

### Допуск российских и белорусских спортсменов
7 марта 2024 года Международная федерация тенниса допустила российских и белорусских спортсменов в нейтральном статусе во всех дисциплинах. Спортсмены будут квалифицированы по рейтингу на 10 июня 2024 года. Это означает, что такие спортсмены как: Даниил Медведев, Андрей Рублев, Карен Хачанов, Роман Сафиуллин, Арина Соболенко, Дарья Касаткина, Людмила Самсонова, Екатерина Александрова и Вероника Кудерметова могут претендовать на участие в Олимпийских играх в Париже.
По решению Международной федерации тенниса, спортсмены из России смогут выступить на Олимпийских играх в Париже. И по согласованию с Федерацией тенниса России в мужском одиночном разряде россиян будут представлять: Даниил Медведев, Роман Сафиуллин, Павел Котов, а среди женщин — Екатерина Александрова, Мирра Андреева, Диана Шнайдер и Елена Веснина, другие же российские теннисисты проходившие по международному рейтингу на Олимпиаду, по различным причинам отказались выступать на Играх.